# Adelantado

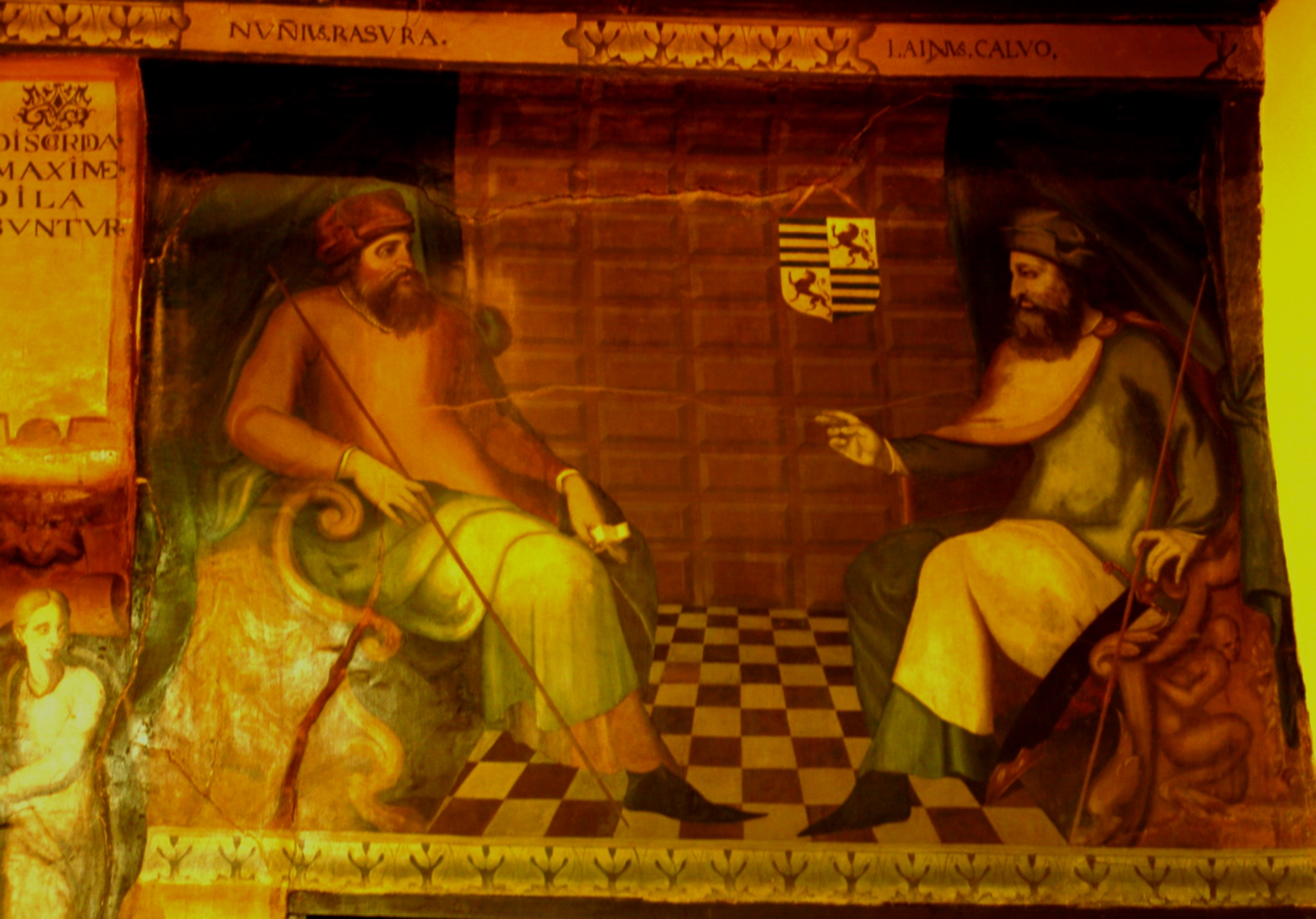
Nuño Núñez Rasura, jutge suprem de Castella i un dels seus legisladors. Nascut a Amaya l'any 789 morí als volts de 862. Amaya fou conquerida per Alfons I d'Astúries

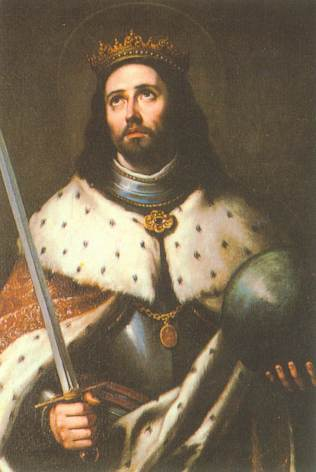
Diversos autors atribueixen la figura de ladelantado mayor a Ferran III de Castella. Duarte Núñez de León escriu que el pare d'aquest rei, Alfons IX, tingué per «adelantado de León» a Martín Sánchez, fil de don Sancho.

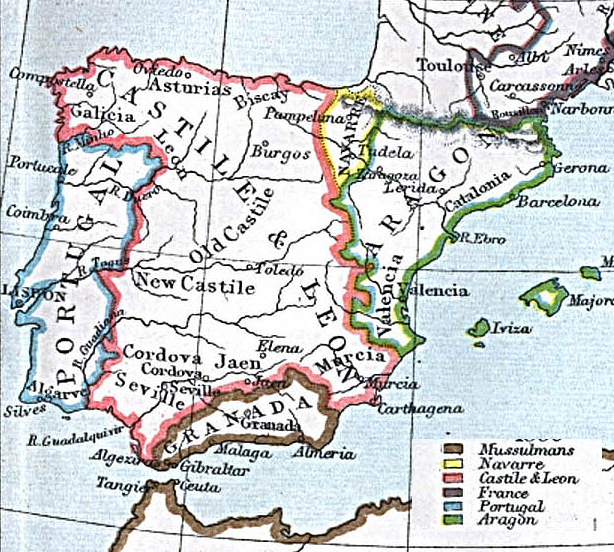
Corona de Castella pels volts de 1360 i àmbit dadelantamientos

Un adelantado era un tipus d'alt dignatari espanyol que duia a terme o endavant («adelante» en castellà) una empresa jurídica, militar i civil per mandat, compte i sota designi reial. En Las siete partidas Alfons el Savi el va definir com homòleg de les funcions del prefecte romà. Tenia assignada i apoderada una jurisdicció nominada avançament i el seu rang de dignitat era anàleg al de l'almirall antic.
Des d'una perspectiva diacrònica, avui significaria apoderat de reialesa, de rei o de regne i com aquell és avui, aquest va ser un càrrec per encàrrec fonamentat en la lleialtat i en les qualitats personals amb una encomana de naturalesa temporal indefinida.
Va tenir dues formes principals històriques, l'«adelantado mayor» (apoderat directe de rei o reina) i l'«adelantado mayor de cortes» (apoderat per les Corts de Castella). A partir del descobriment d'Amèrica i després l'evolució de les Lleis d'Índies que van desembocar en les Lleis Noves de Carles I, l'antiga figura de l'adelantado mayor, amb arrels en l'alta noblesa, va ser freqüentment assumida per la baixa noblesa o les oficialitats basades en l'experiència de carrera militar. Va quedar subrogada i enterament regulada per aquestes «Noves lleis» des de 1542.
A la primera meitat del segle xvii, Quevedo escriuria aquest sonet:
| «                                       | Tú en cuyas venas caben cinco Grandes. A quien hace mayores tu cuchilla. Eres adelantado de Castilla. Y en el peligro adelantado en Flandes. | » |
| — Francisco de Quevedo, Mus. I, Son. 14 | |   |

## Adelantados durant l'època medieval
El terme «adelantado», referit a les oficialitats del rei i dels concejos, comença a aparèixer per primer cop en documents navarresos i castellans del segle xi, encara que s'ignora quines competències tenien exactament aquells primers oficials.
El títol d'«adelantado mayor» s'atorgava, usualment, a individus distingits o apreciats per les seves qualitats militars, aparellant l'encàrrec reial la inherent cobertura de poders jurídics i materials per a fer avançar l'empresa proposada i exercit per algú que estava, també, «avançat» en la confiança del rei o de les corts, d'ordinari per fets consumats d'armes o vincles de parentiu. Alguns historiadors, com Duarte Nuñez de León, Salazar de Mendoza o Francisco de Berganza, els troben denominats com a tals segles abans del recull de lleis d'Alfons X en les Partides.
Durant la baixa edat mitjana era un càrrec oficial del Regne de Lleó, del Regne de Castella i de la Corona castellanolleonesa que va tenir competències militars, governatives i judicials sobre una circumscripció determinada. Les facultats dels adelantados es descriuen sumàriament en l'ordenació dels oficis de l'administració de justícia feta per Enric II en les Corts de Toro de 1371.

## Antecedents a Lleó i Castella
Modesto Lafuente va escriure sobre l'adelantamiento i de la figura de l'adelantado prenent les dades de Salazar de Mendoza: 
Atribueixen molts autors a Ferran el Sant la institució d'aquesta nova dignitat a Castella. No obstant això, Duarte Nuñez de Lleó escriu que el pare d'aquest rei, don Alfons IX, va tenir ja per «adelantado de Lleó» al seu cosí germà i cunyat Martín Sánchez, fill de don Sancho el poblador de Portugal. Salazar de Mendoza compta ja com «adelantado d'Extremadura» a Fernan Fernández en temps del senyor Alfons el Noble. Continua Salazar dient que en la història de San Pedro de Arlanza, es diu, que Nuño Núñez Rasura, casat amb Theudia, filla de Theudio «adelantado de Lleó».
Per Extremadura s'entenia llavors el curs fluvial del Duero des de la ciutat de Sòria, que s'anomenà Porta d'Extremadura.
Van ser adelantados mayores:
LleóPedro Núñez de Guzmán, fill de Guillén Pérez de Guzmán.
CastellaSancho Sánchez de Velasco, Garcilaso II de la Vega, García Fernández Manrique, Pedro Ruiz de Villegas II, Diego Pérez de Sarmiento.

### Adelantamientos de frontera
Com tots els altres, aquests ho eren en l'ambient o context de guerra encara emplaçats a les línies de frontera amb Al-andalus. La «Frontera d'Andalusia» va ser establerta per reconquestes als musulmans durant les dues dècades anteriors, en plena època de repartició de terres entre els repobladors cristians, fundació de concejos i concessió de furs, el monarca necessitava, per governar i poblar els territoris guanyats a Andalusia, un representant lleial en qui delegar els seus poders per administrar les funcions governatives, judicials i sobretot les militars, pel risc latent de contraofensiva.
Berganza nomena com a primer «adelantado de frontera» a Sancho Martínez de Xodar del Senyoriu de Jódar. El primer adelantado de frontera en l'època de Ferran III de Castella, per a la Frontera d'Andalusia, va ser Álvaro Pérez de Castro “el Castellano”. Mort aquest, va ser succeït per Rodrigo Alfonso de León, fill d'Alfons IX de Lleó, amb títol de «la Frontera», amb absolut govern en la pau i en la guerra. Del Regne de Múrcia ho va ser l'infant Manuel de Castella, fill del rei Ferran III de Castella. Hi va haver diversos «adelantados mayores» de la Casa de Castro.
Els caps de les expedicions rebien el nom d’adelantados. L’adelantado exercia el govern dels territoris incorporats a la Corona amb funcions polítiques, administratives i militars.

## Adelantado Mayor per Alfonso X any 1256
D'aquesta manera, es va recollir i va definir en el compendi normatiu de Las siete partidas aquesta nova, que no nova, dignitat oficial, «l'adelantado mayor», un jutge territorial que constituïa la instància intermèdia entre els tribunals de la cort i els jutges locals, però que també executava les ordres del monarca i el representava a la demarcació. No serà fins al regnat d'Alfons el Savi quan, en el context de la profunda reorganització política i administrativa impulsada per aquest sobirà en els regnes de Castella i de Lleó, l'ofici d’adelantado s'estengué i adquirí importància en l'administració de justícia. Esdevingué una de les moltes mesures dirigides a augmentar el poder de la burocràcia règia enfront de concejos, noblesa i Església.

### Adelantado a les lleis de Partida i interpretació de Salazar de Mendoza
adelantado, diu la llei de Partida (L. 22, tit. 9. p.2):
| « | (...) tanto quiere decir como ome metido adelante en algún fecho señalado por mandado del rey: é por esta razón el que antiguamente era puesto sobre la «tierra grande», llamaronlo en latín «Præses Provinciæ». (...) El oficio de este es muy grande, ca es puesto por mandado del rey sobre todos los merinos, también sobre todos los de las comarcas, é alfozes, como sobre los otros de las villas (...) el puede oír las alçadas, que fiziesen los homes de los juizios que diesen los alcaldes de las villas contra ellos, de que se tuviesen por agraviados aquellos que el rey oyria si en la tierra fuese. | » |

En una altra (L. 2 tit. 9 p. 2) és anomenat adelantado o «Præfectus legionis» el capità general. Una altra (L. 19 tit. 9.) parla del «adelantado de la Cort», que és el president del Consell.

#### Adelantado del rangoi de su homologia a Aragó
Diu Mendoza que:

Segons això: 
| « | el adelantado en la paz, es presidente y Justicia mayor de algún Reyno, provincia o distrito: y en la guerra el capitán General. También se entedera de las dichas leyes y de otras, cuan cualificado y preheminente oficio fue este de los Adelantados. Una ley le iguala al de Almirante, ordenando, que sean castigados ambos, con una misma pena, cuando lo merecieren. | » |

| « | Al Canciller mayor de la Corte, tenedor del sello supremo de la Puridad, le están señalados (a reconocer, sellar) seiscientos maravedís por los derechos del «titulo de adelantado»: y otros tantos por el de Almirante: y otros tantos por el de Duque. Por el de Marqués y Conde cuatrocientos maravedís. (Adelantado, Almirante y Duque, mismo rango de dignidad y más que Marqués o Conde). | » |

## La institució de l'adelantado des de 1256
Després de l'experiència satisfactòria al sud, el càrrec es va estendre a 1258 a les merindades majors de Castella, Lleó, Galícia i Múrcia. Substituïa així a altres oficials, els merinos majors, que només tenien competències executives, però no podien jutjar. En els anys següents, "merino major" es va convertir en sinònim de "adelantado mayor" al nord peninsular, mentre que a Andalusia i Múrcia sempre se'ls anomenà "adelantados majors". Al llarg del segle següent els adelantados d'Andalusia i, sobretot, de Múrcia van anar adquirint cada cop més competències militars, que més tard serien considerades com les essencials del càrrec.
A partir de 1258, els adelantados mayores foren nomenats gairebé sempre entre els membres de l'alta noblesa ("ricoshombres") i de la família reial. Va ser cridaner el cas de Múrcia, on don Juan Manuel, nebot d'Alfons X, va monopolitzar l'avançament durant la primera meitat del segle xiv. A tal punt va arribar el domini de les grans famílies, que després del regnat d'Enric II de Trastàmara certs llinatges van aconseguir en propietat el títol d'adelantado: els Manrique en Castella, els Quiñones a Lleó, els Fajardo a Múrcia, els Ribera-Enríquez a Andalusia i els ducs de Maqueda al regne de Granada. Paral·lelament a aquest procés, l'ofici va ser despullat a poc a poc per la monarquia de tot el seu contingut, ja que les seves funcions van passar a ser gestionades per altres institucions (audiències, corregidors, etc.). Encara que hi hagué algun intent de recuperar les competències tradicionals de l'ofici (per exemple, Pedro Enríquez a Andalusia), la veritat és que a finals de l'edat mitjana el d’adelantado havia passat a ser un títol merament honorífic.

## L'almirall i l'adelantado mayorde la mar alseglexiii
L'Acadèmia de la Història va publicar procedent de la Colección del marqués de Valdeflores, tom. IX el següent privilegi que explica de forma literal el significat de l'adelantado mayor en el segle xiii (1298 o 1260?).
Privilegi del Rei D. Alfons X nomenant almirall (almirage) i adelantado mayor de la mar a Don Juan García:
| « | Sepan todos los omes que este privilegio vieren é oyeren, cuemo nos Don Alfonso, por la gracia de Dios Rey de Castiella, de Toledo, de León, de Gallicia, de Sevilla, de Cordova, de Murcia, de Jahen é de toda la Andalucía: Por gran sabor que avemos de «levar adelante el fecho de la cruzada dallende el mar» á servicio de Dios é exaltación de la christiandad, é por pro de nuestros é de nuestro sennorio, facemos nuestro «adelantado maior de la mar á Don Johan García, nuestro mayordomo, é damosle con el adelantamiento todos los derechos que deve haver almirage, que los aia ansi como ningún los obo almirage que fuese de Rey, ni de Emperador, é mandamos á todos los consejos é á todos los lugares de nuestros puertos de Castiella, é de León, é de Gallicia, é del Algarve, é del Andalucía, é de nuestro sennorio, é á todos aquellos que viniesen por mar de qualesquier partes á nuestras tierras, que fagan por el en todo fecho de mar como por nuestro almirage en todas las cosas quel mandare como farian por nos mismo, é quel den todos los derechos del almiraldia complidamente, é recudan con ellos á el, ó al quien el mandare.» | » |

| « | E defendemos que ninguno non sea osado de venir contra este nuestro fecho, nin de minguarle ende ninguna cosa; é quel que lo ficiere terniamos que nos servía mui malamente, como aquel que va contra nuestro mandamiento, é demandar seya nos el cuerpo ó quanto que hoviese. E por que esto sea firme díemosle este nuestro privilegio sellado con nuestro sello de plomo. Fecho el privilegio en Sevilla por nuestro mandado, martes veinte é siete días andados del mes de julio en era de mill é dosientos é noventa é ocho años. E nos sobredicho Rey Don Alfonso, regnante en uno con la Reyna Doña Violant mi mugier, é con nuestro fijo el Infante Don Fernando primero heredero, é con nuestro fijo el Infante Don Sancho, é con nuestro fijo el Infante D. Pedro, en Castiella, en Toledo, en León, en Gallisia, en Sevilla, en Cordova, en Murcia, en Jahen, en Baeza, en Badallos é en Algarve, otorgamos este privilegio é confirmamoslo. | » |

Almirall a les Partides d'Alfons X:
| « | Almirante es dicho el que es caudillo de todos los que van en los navíos, para fazer guerra sobre mar: é ha tan gran poder quando vá en flota, que es asimismo hueste mayor, o otro armamiento menor, que se faze en lugar de cavalgada, como si el mesmo rey hi fuese. (L. 3, tit. 24, p. 2) | » |

Almirall té arrels incertes: una de l'àrab al-emir (príncep), la mateixa arrel que almirallat, etc. drets d'almiraldía (almirantía, almirallat) o jurisdicció en terra o quan intervé la mar i inherent al militar, estaven apoderats pel rei.
Aquest títol estava revestit de gran autoritat, poder i preeminències, que apareixen especificades per Alfons X el Savi en la segona Partida de las Leyes; s'hi deia que qui fos elegit, havia d'arribar davant el rei abillat amb valuoses vestidures de seda, rebre un anell a la mà dreta, en senyal de l'honra que se li feia, una espasa representant el poder delegat.

### Almirage i almiraldías a Navarra
A Navarra, Carles III de Navarra en els Privilegis de Lesaca i Vera l'any 1402 distingia la almiradía o els almiraldíos que equivalien, en el context de les merindades, a divisions administratives jurisdiccionals dependents de l'autoritat d'un rei. Almirall i alcalde eren significats homòlegs però diferenciats pel seu context singular d'ambients de guerra o pau. Els «almiralls» (de terra) ho eren per regir en representació d'un rei en un context de guerra, regint poblacions situades en una frontera de guerra (marca, on deriva marquès) o en risc d'ella.

## Adelantamientos

Escut de la casa de Ribera

Escut de la casa de Fajardo

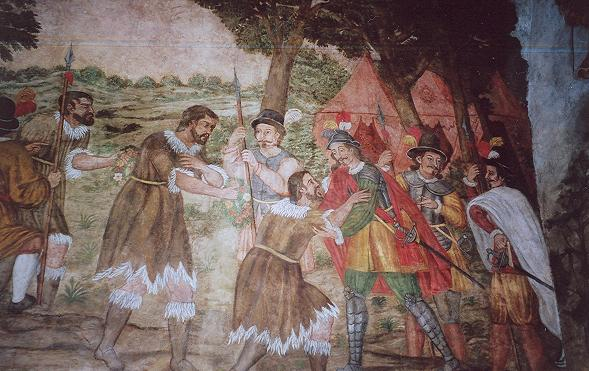
Alonso Fernández de Lugo primer adelantado mayor de Canarias rebent als menceys

Els principals adelantamientos van ser tres, els de Castella, Andalusia i Múrcia, seguits de Cazorla i Canàries. Cap 1575 hi havia el de Castella a la casa de Padilla, a Andalusia requeia en l'antiga Casa de Ribera i el de Múrcia en la Casa de Fajardo.
| « | Otro oficio hay, que hoy es dignidad en estos reynos y es Adelantado, fue cosa en lo antiguo muy estimada y que la daban a principales hombres, no por sucesión más por merced y buenos servicios y por tiempo. El oficio de adelantado, es ser Corregidor de ciertas ciudades o de una provincia, y propiamente lo llamaremos, como hoy acaece entre los señores, que ponen un gobernador o corregidor en un condado o marquesado, y aún que hay sus tenientes y justicias a él acuden en sus apelaciones y así eran los primeros adelantados en Castilla. Y entre los romanos era lo mesmo que allende del Cónsul o Pretor que gobernaba las Provincias, ponían otros menores gobernadores que le ayudaban. Después en Castilla se mudó este oficio en seguir las armas, y así leemos en las historias que los adelantados en las fronteras capitaneaban y defendían las costas. Jerónimo Román de la Higuera, en 1575. | » |

## Adelantamientos a América o en l'Edat Moderna

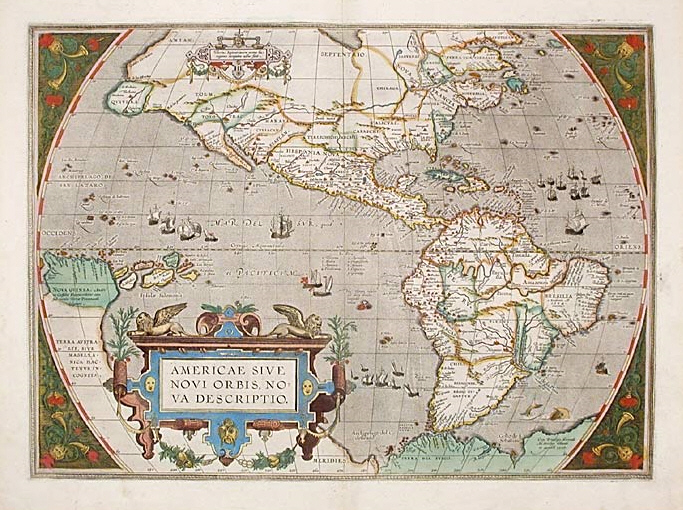
Adelantamientos al Nou Món

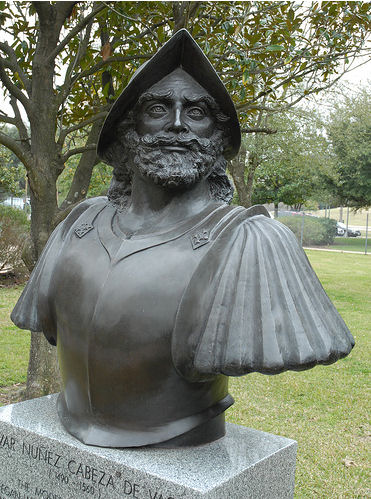
Álvar Núñez Cabeza de Vaca El rei Carles I li atorgà el títol dadelantado i el nomenà capità general del río de la Plata, Paranáguazu i els seus annexos

Divisió de les capitulacions espanyoles a Amèrica del Sud en el. Simón de Alcazaba y Sotomayor

Aquesta institució derivada de l'antic ofici de l'adelantado mayor va ser la usada en la conquesta d'Amèrica amb les seves dues singularitats inherents, la mateixa institució i la irrepetible fita. En el «nou món» els reis de la Corona Hispànica concedien, igual que els seus predecessors, el títol d’adelantado dins de la jurisdicció virtual assignada, virtual allà pel desconeixement previ del terreny, anomenats igualment adelantamientos que després es transformaven gradualment de virtuals a províncies i regnes reals, en tots dos sentits.
Dins d'aquests es reconeixien o «descobrien» les «noves geografies» de les «noves terres» i als seus pobladors, per tal de conèixer, apaivagar o conquerir i poblar com noves províncies, a l'antic estil romà, després de fundar nous pobles i ciutats, que constituirien els nous regnes dits d'ultramar i que com a tals eren cartografiats.

### Consideracions históriques sobre adelantados d'América
En el cas d'Espanya, el descobriment i la conquesta van ser prerrogatives dels sobirans, no facultats pròpies dels individus. Per això, els Reis Catòlics, que ja per reials cèdules de 5 i 30 de maig de 1495 van determinar les circumstàncies que s'havien guardar i observar amb les persones que passaran a l'Espanyola, per des d'allà anar a poblar el que d'ara endavant es descobrís, van ordenar el 30 de setembre de 1501 que cap dels seus súbdits i vassalls ni qualsevol altre estranger poguessin anar, sense la seva especial llicència i mandat, a descobrir per l'Oceà cap província de la Terra Ferma de totes les seves Índies i illes adjacents, descobertes o per descobrir, sota pena que el que contravinga, pel mateix fet, sense una altra sentència i declaració, perdés el navili o navilis, mercaderies, bastiments, armes, pertrets i qualssevol altres coses que porti, que havien d'aplicar a la Cambra i Fisc reals. No devia resultar això suficient, i per una llei posterior es va imposar la pena de mort als que infringeixin aquella. (Carles V va canviar aquesta legislació per pena de vuit anys a galeres).
És a dir, que els particulars no podien per si sols, prescindint de l'Estat, llançar-se a empreses de descobriments ni de conquestes.
Abans d'emprendre Colom el seu primer viatge, els reis van capitular amb ell, van autoritzar la seva temptativa, van fixar les condicions en què havia d'efectuar aquell i van determinar clarament les facultats que li concedien i la forma en què havia d'exercir. Cortés, obrant en virtut de delegació de Diego Velázquez, va descobrir Mèxic, i no obstant trobar-se en certa manera autoritzat pel nomenament que en havia fet el "adelantado de Cuba", així que va haver iniciat la conquesta, va enviar a Espanya a Francisco de Montejo i Francisco Fernándezde Córdoba perquè donessin compte al Monarca i gestionessin que aquest li ratifiqués seus poders I el mateix van fer Pizarro, Alonso de Ojeda, Diego de Nicuesa, Ponce de León, Díaz de Solís, etc.
D'acord amb aquesta reial cèdula de 8 de setembre de 1501, es va assentar amb Luis de Arriaga que portaria a les Índies dos-cents veïns, que visquessin i poblessin en elles, sense sou, amb certes condicions, una de les quals va ser que farien 4 poblacions, de a cinquanta veïns cadascuna, on se'ls donarien terres per llaurar, amb Diego de Lepe, que en tot el mes de novembre d'aquest any sortiria amb quatre navilis a descobrir, amb Vicente Yáñez Pinzón, sobre les illes i terra ferma que havia descobert, donant-li títol de governador d'algunes d'elles, amb Juan de Escalante, perquè anés a descobrir amb tres navilis, amb Alonso Vélez de Mendaña, perquè portés cinquanta veïns casats a les Índies, etc. Tots aquests havien de pagar drets de tot haguessin i rescatessin.

### Autoritzacióde adelantamientoside adelantados
Tots els adelantados d'Amèrica, descobridors i conqueridors, van procedir en virtut del permís que els van atorgar els reis, concertant prèviament amb aquests les condicions en què havien de dur a terme les seves empreses, rebent dels monarques auxili moral o material i obrant, en fi, com a mers mandataris.
Era la Corona, no els individus, la qual assumia la responsabilitat. A diferència de França, Anglaterra, Holanda o Dinamarca, que no van jutjar mai les accions dels seus súbdits en les Índies, Espanya va jutjar als seus adelantados (amb excepció del corsari Sir Walter Raleigh, que va ser jutjat a Anglaterra).
Per això els descobridors prenien possessió dels nous territoris en nom dels sobirans, i no ostentaven més autoritat que la que els reis els havien delegat, havent de respondre de la seva conducta i responsabilitat, que no era fictícia, ja que oïdors i virreis va caldre van pagar amb la vida els seus abusos o que van ser castigats amb rigor.
La Corona va exercir des del primer moment les funcions pròpies de la sobirania, en tots els territoris descoberts al «Nou Món», amb tota l'amplitud i amb tota l'eficàcia que consentien la distància i la dificultat de les comunicacions.

### Delegació de funciones para la autorización de adelantados
Va ser necessari que gairebé hagués acabat el període dels descobriments, perquè els reis delega la facultat d'autoritzar aquests. Així es va fer en 1580, amb el governador, president i Reial Audiència de Manila, però això com a excepció, ja que fins a 1628 no es va estendre aquesta delegació als virreis. Encara estesa de tal manera, aquesta delegació confirma l'anterior principi, perquè si bé s'autoritzava a aquests funcionaris perquè poguessin concertar, amb persones que els semblessin a propòsit, nous descobriments i pacificacions, aquesta autorització naixia precisa i directament de l'Estat, imposant a aquelles autoritats el deure de donar compte al Rei d'aquests concerts i de les seves causes.
Els concerts fets en virtut d'aquesta delegació tenien caràcter interí, havien verificar en l'interí, se li deia al Governador de les Filipines: que el Rei els aprovava, ia condició que es guardessin les lleis donades per a la guerra, pacificació i descobriment, reservant a més el monarca la confirmació del nomenament o elecció de les persones amb qui es fes capitulació o concert per a això.

## Recopilació de les Lleis d'Índies de 1680
Segons la Recopilació de les Lleis d'Índies de 1680, que recull les Ordenances de Poblacions de 1573, les competències dels adelantados eren jurisdicció civil i criminal en grau d'apel·lació; nomenar regidors i altres càrrecs als pobles de nova creació; designar interinament oficials de la real Hisenda; redactar ordenances per al govern de la terra i el treball en les mines; dividir la seva província en districtes; organitzar milícies i nomenar capitans. Però aquestes lleis es refereixen als caps d'expedició que haguessin capitulat amb la Corona de Castella i haguessin estat nomenats com governadors de les províncies que exploressin, pel que en realitat no atribueixen funcions al mer títol d’adelantado, com es comprova pel fet que mai es van efectuar judicis de residència als adelantados per la seva condició de tals, sinó únicament quan exercien funcions de governador. Hi va haver molts adelantados, fins i tot diverses dones, que no van exercir funcions governatives i només van ostentar el títol per concessió règia o herència. A més, cal notar que després de 1573 pràcticament no es va tornar a atorgar el títol.

## Los adelantamientos en Indias hasta Álvar Núñez Cabeza de Vaca
El capità Gonzalo Fernández de Oviedo va ser cronista oficial de Carles I i un dels quatre cronistes contemporanis de Cristòfor Colom, a qui va conèixer en persona. En la seva obra Historia general y natural de las Indias, islas y tierra firme, va dedicar un succint capítol als adelantados d'Índies. (Llib. 23, cap. 11):
| « | Después que Alvar Nuñez Cabeça de Vaca, el qual es uno de los tres christianos que escaparon de toda el armada de Pamphilo de Narváez (...) Solamente me desplaçe (desagrada) el título de adelantado, porque á la verdad, es mal augurio en Indias tal honor é nombre, é muchos de tal título han avido lastimado fin, como lo podemos ver por don Bartolomé Colom, hermano del primero almirante, que ni dexo heredero ni cosa que de su persona permanezca. | » |

| « | Mirad á Jhoan ponce de León, adelantado de la Florida, muerto por los indios: el adelantado Rodrigo de Bastidas, muerto á trayçion á puñaladas por sus soldados: el adelantado Diego Velázquez gastó innumerable dinero en el descubrimiento de la Nueva España, é goçólo otro y él quedóse en blanco: el adelantado Vasco Nuñez de Balboa, adelantado de la mar del Sur y descubridor della primero, fue degollado por traydor, é otros con él, sin ser trayddores: el adelantado liçençiado Lúcas Vázquez de Ayilon, oydor de Su Magestad en el Audiencia real, que reside en esta cibdad de Sancto Domingo, gastó su haçienda é murió en el descubrimiento de çierta gobernaçion que se le dio en la parte del Norte, é aún lo echaron en la mar: Francisco de Garay, adelantado de Panuco, gastó su haçienda con su armada é yr á poblar lo que no sabía, é perdiolo todo é al cabo murió, é aún quisieron algunos deçir que fue entosigado:el adelantado Antonio Sedeño gastó muchos dineros en la conquista de la Trenidad é de la Meta, é al cabo se perdió é murió desastradamente: el adelantado Diego de Ordaz, algo más desatinado que los otros, dexó é perdió quanto tenía é quiso poblar en el río Marañon, é al cabo yendo á España, murió y echáronlo en la mar: el adelantado Hernando de Soto, gobernador de la Isla de Cuba, a viendo ydo cargado de oro á España, passó á la Tierra Firme á poblar, é allá murió é no dexó de sí acuerdo ni memoria: el adelantado Simón de Alcazaba matáronle á trayçion sus mílites: el adelantado Diego de Almagro murió bien y como cathólico: y en fin, su compañero Francisco Piçarro é sus hermanos, en especial Hernando Piçarro, contra toda raçon é justicia le mataron con mal nombre é sin ser sus jueces; pero otro mundo hay sin este. | » |

| « | El adelantado Francisco Piçarro, que después fue marqués, matáronle alevosamente sus enemigos é mílites: el adelantado Pedro de Heredia, gobernador de cartagena, vive é no se puede agora saber cómo acabará: algo peor, que á otros le ha intervenido al adelantado Francisco de Orellana, que fue en demanda de las amaçonas al río Marañon ó mejor diciendo, á morir á sabiendas, sin se entender; é assi acabó á la boca del río. El adelantado don Pedro de Mendoça fue al río de la Plata é gastó é perdió quanto tenía, é viniendo á España, murió en la mar y echáronle en ella: el adelantado Pamphilo de Narváez tan mal fin é peór hizo él é los que le siguieron, que algunos de ellos se comieron unos á otros, é de seyscientos hombres escaparon tres, y él murió ahogado en la mar: el adelantado don Pedro de Alvarado murió despeñado, é rodando un caballo por un monte áspero, él eslaba debaxo y no se pudo apartar, é arrebatóle é llevóle de peña en peña, é dexóle tal, que desde á pocos días murió; pero rescebidos los Sacramentos como cathólico. El adelantado de Thenerife, don Pedro de Lugo, gobernador de Sancta Marta, desde á poco qué allá fue, murió muy enfermo é pobre, ó á lo menos muy gastado: el adelantado su hijo, don Alonso Luis de Lugo, le subcedió en la gobernación é passó al nuevo reyno donde se hallan las esmeraldas, é vínose á España cargado de ellas é de oro; é tales obras hizo allá, que dexó nombre de tirano, é al pressente anda en esta corte lleno de letigios é presso con la villa por cárcel; pero triunfa. ¿Cómo acabará? Dios lo sabe. El adelantado Álvar Nuñez Cabeça de Vaca, de quien començó esta plática, éstando en su gobernación le prendieron é se levantaron contra él los mismos españoles, é le truxeron presso á la corte, donde fatigado é pobre sigue su justicia contra sus émulos y es mucha lástima oyrle é saber lo que en Indias ha padescido. | » |

| « | Assi que, letor prudente, ved qué título es aqueste de adelantado, que tales dexa á los que le han tenido en las Indias; y parésceme que basta haber nombrado los adelantados que he dicho, para que qualquiera hombre de entendimiento no procure tal título en estas partes. (...) | » |

En un estudio sobre el Adelantamiento de Costa Rica, el abogado y diplomático costarricense Marco Vinicio Vargas Pereira cita decenas de títulos de adelantado conferidos en América, a partir del otorgado a Bartolomé Colón, que después pasó a su sobrino Diego Colón y sus descendientes: